# 레반테 UD
레반테 UD(Levante Unión Deportiva)는 발렌시아에 위치한 에스타디 시우타트 데 발렌시아를 근거로 하는 스페인의 축구 클럽이다.
이 축구단은 1909년 창단되었다. 1부리그보다 2부리그에 머물렀던 기간이 더 많으며, 1963~1965년 사이 잠시 1부리그에 머물렀던 이후 줄곧 하부리그에 속해있다 2003-04시즌에 세군다 디비전 1위를 차지하며 다시 라리가로 승격, 약 40년 만에 승격을 이루는 쾌거를 이루었다. 그 후 강등과 승격을 반복하였는데 현재는 라리가에 속해 있다.
2003-04시즌의 우승으로 2004-05시즌에 프리메라리가로 승격하였으나 18위를 기록하며 다시 강등되었고, 1시즌만에 다시 승격하여 2006-07시즌에 15위를 기록하며 잔류에 성공하였다. 하지만, 클럽의 재정에 문제가 생겨 선수들의 주급도 제대로 주지 못하는 상황이 오며, 결국 2007-08시즌 막판에 최하위로 강등이 확정되었다.
그 후 선수들이 임금 체불에 대한 항의로 데포르티보 라 코루냐와의 경기에서 경기 시작 후 몇 초간 움직이지 않는 단체 행동을 하기도 했고, 레알 마드리드와의 최종전을 보이콧하려는 움직임이 일기도 하였다. 이같은 움직임은 결국 1군 선수들과의 친선전을 통해 벌어들인 수입을 클럽 재정에 충당하는 방안으로 해결되었다.
프리메라리가 10-11시즌은 루이스 가르시아 감독의 역량에 힘입어 일찍이 14위로 1부리그 잔류에 성공하였고, 11-12시즌에는 클럽 역사상 최고 기록인 리그 6위를 기록하며 UEFA 유로파리그에 진출하였으며 UEFA 유로파리그 2012-13 조별 예선을 2위로 통과하였으나 16강에서 루빈 카잔에게 연장 접전 끝에 패하여 탈락하였다.
그 후 2020-21 시즌 코파 델 레이에서는 비야레알 CF, 아틀레틱 빌바오 등 내로라하는 쟁쟁한 팀들을 제치고 1935년 이후 무려 86년만에 코파 델 레이 4강에 오르는 돌풍을 일으켰다.

## 선수

### 현재 선수 명단
2023-2024 시즌 명단 기준
참고: FIFA 자격 규정에 따라 소속된 국가대표팀 국기를 표시합니다. 선수는 복수의 FIFA 비회원국 국적을 가지고 있을 수 있습니다.
| 번호 | 포지션 | 국적         | 이름                       |
| ---- | ------ | ------------ | -------------------------- |
| 1    | GK     |              | 아이토르 페르난데스        |
| 2    | DF     |              | 프란시스코 하비에르 이달고 |
| 3    | DF     |              | 엔리크 프랑케사            |
| 4    | DF     |              | 로베르 피에르              |
| 5    | MF     | 세르비아     | 네마냐 라도야              |
| 8    | MF     |              | 페펠루                     |
| 9    | FW     |              | 로제르 마르티              |
| 10   | MF     | 북마케도니아 | 에니스 바르디              |
| 11   | FW     |              | 호세 루이스 모랄레스       |
| 12   | MF     | 마르티니크   | 미카엘 말사                |
| 13   | DF     |              | 슈코드란 무스타피          |
| 14   | DF     | 포르투갈     | 후벵 베주                  |

| 번호 | 포지션 | 국적       | 이름               |
| ---- | ------ | ---------- | ------------------ |
| 15   | DF     |            | 세르히오 포스티고  |
| 17   | MF     | 몬테네그로 | 니콜라 북체비치    |
| 18   | FW     |            | 호르헤 데 프루토스 |
| 19   | DF     |            | 카를로스 클레르크  |
| 20   | DF     |            | 호르헤 미라몬      |
| 21   | FW     |            | 다니 고메스        |
| 22   | MF     |            | 곤살로 멜레로      |
| 24   | MF     |            | 호세 캄파냐        |
| 29   | FW     |            | 알렉스 칸테로      |
| 34   | GK     |            | 다니 카르데나스    |

### 임대 선수 명단
참고: FIFA 자격 규정에 따라 소속된 국가대표팀 국기를 표시합니다. 선수는 복수의 FIFA 비회원국 국적을 가지고 있을 수 있습니다.
| 번호 | 포지션 | 국적 | 이름                                |
| ---- | ------ | ---- | ----------------------------------- |
| —    | MF     |      | 파블로 마르티네스 (우에스카로 임대) |
| —    | MF     |      | 알렉스 블레사 (카스테욘로 임대)     |

| 번호 | 포지션 | 국적 | 이름                     |
| ---- | ------ | ---- | ------------------------ |
| —    | FW     |      | 브루기 (미란데스로 임대) |

## 역대 감독
| 감독                   | 임기      |
| ---------------------- | --------- |
| 호세 홍코사            | 1972~1973 |
| 페르디난트 다우치크    | 1974~1975 |
| 페르디난트 다우치크    | 1975      |
| 다고베르토 몰          | 1975~1976 |
| 토도르 베셀리노비치    | 1981      |
| 베른트 슈스터          | 2004~2005 |
| 후안 라몬 로페스 카로  | 2006~2007 |
| 잔니 데 비아시         | 2007~2008 |
| 루이스 가르시아 플라사 | 2008~2011 |
| 호아킨 카파로스        | 2013~2014 |
| 호세 루이스 멘딜리바르 | 2014~2015 |
| 루비 시실리아          | 2015~2016 |
| 후안 무니스            | 2016~2018 |
| 파코 로페스            | 2018~2021 |
| 하비에르 페레이라      | 2021      |
| 훌리안 칼레로          | 2024~     |

## 같이 보기
- 레반테 UD 페메니노